# آبیانسا د مونیو
آبیانسا د مونیو (به اسپانیایی: Avellanosa de Muñó) یک شهرستان در اسپانیا است.